# Обінна Нванері
Обінна Нванері (англ. Obinna Nwaneri, нар. 18 березня 1982, Лагос) — нігерійський футболіст, що грав на позиції захисника, зокрема за національну збірну Нігерії.

## Клубна кар'єра
У дорослому футболі дебютував 2000 року виступами на батьківщині за команду «Юліус Бергер», згодом захищав кольори  «Еньїмби».
2004 року був запрошений до туніського «Есперанса», за який відіграв два роки. Згодом три з половиною сезони провів у Швейцарії, виступаючи за «Сьйон».
Згодом у 2010–2011 роках грав у Кувейті за «Казму», після чого перебрався до Малайзії, де провів заключні п'ять років кар'єри. За цей час встиг пограти за «Келантан», «Джохор Дарул Тазім», АТМ та «Перліс».

## Виступи за збірну
2004 року дебютував в офіційних матчах у складі національної збірної Нігерії.
У складі збірної був учасником Кубка африканських націй 2006 в Єгипті, на якому команда здобула бронзові нагороди, Кубка африканських націй 2008 в Гані, а також Кубка африканських націй 2010 в Анголі, де нігерійці знову були третіми.
Загалом протягом кар'єри у національній команді, яка тривала 7 років, провів у її формі 34 матчі, забивши 1 гол.

## Титули і досягнення
- Бронзовий призер Кубка африканських націй: 2006, 2010